# Cinema Alcázar
El cinema Alcázar, situat al carrer Juan Ramón Jiménez número 5 d'Elx (Baix Vinalopó), País Valencià, és un edifici privat d'estil racionalista valencià construït l'any 1941, que va ser projectat per l'arquitecte il·licità Antonio Serrano Peral.
L'edifici és obra de l'arquitecte Antonio Serrano Peral. Les obres van iniciar-se en 1941 i van concloure en 1950. El llenguatge de l'edifici té clares influències del racionalisme arquitectònic amb trets expressionistes. És un dels principals exponents de l'arquitectura del racionalisme valencià a Elx.
L'edifici va ser concebut per albergar funcions de cinema i de teatre simultàniament. El cinema tenia espai per a més de 1.000 espectadors i constava de planta baixa i primera altura. Actualment alberga la discoteca Teatre, un local d'oci, el qual ha conservat les façanes exteriors i bona part dels interiors de l'antic cinema. La decoració interior i el característic rètol de la façana van ser dissenyats pel mateix arquitecte.